# تورسک، استان مسوین
تورسک، استان مسوین (به لاتین: Tursk, Masovian Voivodeship) یک منطقهٔ مسکونی در لهستان است که در Gmina Stara Błotnica واقع شده‌است.